# ذا أدفوكيت
ذا أدفوكيت (بالإنجليزية: The Advocate) هي مجلة أمريكية نصف شهرية، تعتبر إحدى أشهر المجلات المتخصصة بشؤون المثليين (إل جي بي تي) في الولايات المتحدة والعالم. كما يُعتبر الموقع الإلكتروني للمجلة ناشطاً إعلامياً كذلك، وكلاً من المجلة والموقع تنشر كل ما يخص الفنون والأخبار والآراء والسياسات والقوانين والترفيه الخاصة بالمثليين جنسياً. صدر العدد الأول منها في سنة 1967، وهي تعتبر أقدم وأكبر مجلة للمثليين في الولايات المتحدة، والتي ما تزال باقية حتى الوقت الحالي.

## التاريخ
صدرت مجلة ذا أدفوكيت لأول مرة كنشرة إخبارية محلية من قبل مجموعة النشطاء الحقوق الشخصية في الدفاع والتعليم (PRIDE) في لوس أنجلوس. استوحيت النشرة الإخبارية من غارة للشرطة على حانة Black Cat Tavern للمثليين في لوس أنجلوس في الأول من يناير 1967، والمظاهرات ضد وحشية الشرطة في الأشهر التي أعقبت تلك الغارة. انضم ريتشارد ميتش (الذي يستخدم الاسم المستعار "ديك مايكلز") وبيل راو (الذي يستخدم اسم "بيل راند") إلى PRIDE، ومع أريستيد لوران والفنان سام وينستون، قاموا بتحويل النشرة الإخبارية إلى صحيفة بعنوان ذا لوس أنجلوس أدفوكيت. كان أول عدد من المجلة يحمل تاريخ سبتمبر 1967، وقد بيع بـ 25 سنتًا في الحانات المخصصة للمثليين في لوس أنجلوس. وبحلول أوائل عام 1968، كانت مجلة PRIDE تكافح من أجل البقاء، فدفع ميتش وراو للمجموعة دولارًا واحدًا مقابل ملكية المجلة في فبراير من ذلك العام. في عام 1969، أُعيدت تسمية الصحيفة إلى ذا أدفوكيت وتم توزيعها على المستوى الوطني. وبحلول عام 1974، كان ميتش وراو يطبعان 40 ألف نسخة من كل عدد.
وقد جذبت الصحيفة انتباه ديفيد ب. جودشتاين، وهو مصرفي استثماري من سان فرانسيسكو اشترى النشر في عام 1974. وتحت إشراف جودشتاين، تحولت The Advocate إلى مجلة إخبارية وطنية نصف شهرية تغطي الأحداث المهمة لمجتمع المثليين، بما في ذلك حركة حقوق المثليين، إلى جانب الفنون والثقافة. كما عمل جودشتاين على تقليل الإعلانات الموجهة جنسياً لصالح رعاة أكثر شيوعًا.
أنشأ جودشتاين وروبرت إيتشبيرج The Advocate Experience. استنادًا إلى برنامج EST (تدريب ندوات إيرهاردت) الشهير آنذاك، كانت عبارة عن سلسلة من ورش العمل المكثفة لتحقيق الذات لمدة عطلتي نهاية الأسبوع طوال اليوم لجلب قبول الذات والوعي والتسامح داخل مجتمع المثليين. قام جودشتاين وإيتشبيرج بتسهيل ورش العمل لمعظم مدتها. عارضت افتتاحيات جودشتاين اللاحقة بشدة تدخل الدولة خلال السنوات الأولى من وباء الإيدز. وقد زعم أنه على الرغم من أن "أسلوب حياتنا يمكن أن يصبح طقوسًا انتحارية معقدة ... فإن سلامتنا وبقائنا يعتمدان على كل منا وسلوكنا الفردي"، على عكس اللوائح الصحية العامة الحكومية.
بعد وقت قصير من وفاة جودشتاين في عام 1985، تحولت المجلة من تنسيق صحيفة بحجم صحيفة التابلويد في قسمين (حيث يحمل القسم الثاني إعلانات صريحة جنسيًا) إلى تنسيق مجلة قياسي، بدءًا من إصدار 1 أكتوبر 1985. جاءت الاختراقات في أغلفة المشاهير المستقيمة تحت القيادة المزخرفة لرئيس التحرير ريتشارد رولارد في الثمانينيات وأوائل التسعينيات. بعد وفاته بسبب الإيدز، استمر هذا الاتجاه التحريري بنجاح مع رئيس التحرير جيف ياربورو. خلال هذا الوقت توقفت المجلة عن حمل إعلانات صريحة جنسيًا، وفي عام 1992 أطلقت منشورًا شقيقًا، Advocate Classifieds. تحت قيادة أول رئيسة تحرير لها، جودي ويدر (1996-2002؛ مديرة التحرير، 2002-2006)، جلبت The Advocate مجموعة متنوعة من الأصوات، وفازت بالعديد من جوائز النشر السائدة، وحققت أرقامًا قياسية في مبيعات أكشاك الصحف والتوزيع والإعلان. وقد أكسبت المقابلات التي أجرتها ويدر وطاقمها مع شخصيات مثلية متنوعة مثل إلين دي جينيريس وجورج مايكل وليز سميث وجور فيدال وتشاز بونو وجيم ماكجريفي وميليسا إيثريدج وروبرت هالفورد المجلة قدرًا كبيرًا من التغطية التلفزيونية وساعدت في رفع مكانة مقابلات The Advocate بالإضافة إلى رؤية النشر.
تغيرت ملكية The Advocate من خلال سلسلة من عمليات الدمج والاستحواذ، أولاً دون جدوى مع PlanetOut في عام 2006، ثم لاحقًا مع Here Media. في خطوة لخفض التكاليف في عام 2008، اعترفت شركة Here Media بأن نسخة The Advocate المطبوعة لم تعد قادرة على المنافسة مع الصحف المحلية الأسبوعية LGBT والإنترنت على الأخبار الجادة، فحولت المجلة من دورة نشر نصف شهرية إلى دورة نشر شهرية. بدءًا من عام 2010، قامت شركة Here Media بتوحيد توزيع مجلتي The Advocate وOut. لا تزال نسخة The Advocate المطبوعة تُنشر وهي متوفرة مرفقة مع Out كحزمة مشتركة عبر الاشتراك. في عام 2010، كانت هناك تقارير صحفية عن عدم حصول الكتاب المستقلين على أجر مقابل عملهم. اعتبارًا من مايو 2013، لم تعد The Advocate تُنتج داخليًا في Here Media ولكن بواسطة Grand Editorial لشركة Here Media. Grand Editorial هي شركة مقاولات مقرها بروكلين، مدينة نيويورك وتنتج أيضًا Out. تم تقليص وتيرة النشر إلى نصف شهريًا مع ستة إصدارات في السنة.
في عام 2017، باعت شركة Here Media عمليات مجلاتها إلى مجموعة بقيادة Oreva Capital، التي أعادت تسمية الشركة الأم Pride Media.
شغل زاك ستافورد منصب رئيس التحرير في عام 2019، وهو أول شخص أسود يتولى هذا المنصب في تاريخ المجلة الذي يزيد عن 50 عامًا. في فبراير 2020، تم تعيين تريسي إي. جيلكريست رئيسًا لتحرير علامة The Advocate التجارية. تم تعيين نيل بروفيرمان رئيسًا لتحرير Advocate.com. ستستمر ديان أندرسون مينشال في منصب رئيسة منشئ المحتوى العالمي والرئيسة.
في 9 يونيو 2022، بعد استحواذ OUT، تم تعيين مارك بيري هيل رئيسًا تنفيذيًا لشركة equalpride. جو لوفجوي هو المدير المالي ومايك كيلي هو رئيس النمو والتطوير العالمي. تم تعيين نيل بروفيرمان مديرًا تحريريًا لشركة equalpride وتشغل ديزيريه جيريرو منصب رئيس تحرير The Advocate، بينما يشغل أليكس كوبر منصب رئيس تحرير Advocate.com.

## وصلات خارجية
- الموقع الرسمي